# Ukwi
Ukwi är en by belägen i Kalahariöknen i distriktet Kgalagadi i västra Botswana, cirka 30 kilometer från gränsen till Namibia. 2001 hade byn 453 invånare. 